# Tresor reial visigot
El Tresor reial visigot era el tresor acumulat pels reis visigots durant els anys de saquejos a l'Imperi Romà i després en successives campanyes.
Era un notable tresor constituït per or i pedres precioses i objectes de gran valor (entre els quals es creu que hi havia la famosa Arca de l'Aliança procedent del temple de Jerusalem, que Alaric I hauria trobat a Roma).
Els reis portaven el tresor a les seves campanyes, i Àquila I el va perdre en ocasió de la seva derrota davant Còrdova el 451, i segurament no va ser recobrat fins a temps de Leovigild. Sembla que amb aquest rei el tresor romangué a Toledo, no traslladant-se ja de l'esmentada capital, on encara era a l'arribada dels àrabs.